# Пецшнер, Филипп
Филипп Пецшнер (нем. Philipp Petzschner; родился 24 марта 1984 года в Байройте, ФРГ) — немецкий профессиональный теннисист; двукратный победитель турниров Большого шлема в парном разряде (Уимблдон-2010, Открытый чемпионат США-2011); победитель девяти турниров ATP (один — в одиночном разряде); бывшая девятая ракетка мира в парном разряде; победитель одного юниорского турнира Большого шлема в парном разряде (Открытый чемпионат Франции-2002); победитель парного турнира Orange Bowl (2001); финалист одного юниорского турнира Большого шлема в парном разряде (Открытый чемпионат Франции-2001).

## Общая информация
Филипп в теннисе с 4-5 лет, впервые взяв ракетку в руки в теннисной школе своего отца. Любимое покрытие — быстрый хард, лучшие элементы игры — подача (он способен вводить мяч в игру со скорость до 230 км/ч) и форхенд с задней линии. Благодаря частой игре в паре немец очень уверенно действует у сетки.
Ныне Пецшнер женат: у него и его супруги Деви есть двое детей — сын Азиз и дочь Натами Амина (род.2013).

## Спортивная карьера

### Начало карьеры
На юниорском уровне Пецшнеру удалось в 2001 году выйти в финал Открытого чемпионата Франции в парном разряде среди юношей (в дуэте с Маркусом Байером) и выиграть в парах на престижном юниорском турнире Orange Bowl (с Симоном Штадлером). В 2002 году он в команде с Байером уже побеждает в парах среди юношей на Открытом чемпионате Франции. В юниорском рейтинге он максимально достигла восьмой позиции.
Первые титулы на турнирах серии «фьючерс» в парном разряде Пецшнер завоевал в 2001 году, а в 2002 году одержал первые победы и в одиночках. В июле 2001 года он дебютировал в соревнованиях ATP-тура, выступив в парном разряде на турнире в Штутгарте. В июне 2003 года состоялся дебют Филиппа и в основной сетке одиночных соревнований Тура. Он смог пройти через квалификацию на травяной турнир в Хертогенбосе. В октябре того же года Пецшнер достиг четвертьфинала зального турнира в Меце, также начав свой путь через квалификационный отбор. В августе 2004 года он выиграл первый титул на турнирах серии «челленджер» в парном разряде. В основной сетке турниров серии Большого шлема в парном разряде Пецшнер впервые принял участие в 2006 году на Открытом чемпионате Франции. В одиночных соревнованиях Большого шлема первое попадание немца в основную сетку пришлось на Открытый чемпионат США 2007 года, куда он пробился через квалификацию. В сентябре Пецшнер впервые сыграл в составе сборной Германии в Кубке Дэвиса. В полуфинале против сборной России он проиграл личную встречу Михаилу Южному и одержал победу в парном матче в партнёрстве с
Александром Васке. По итогу сборная Германии проиграл со счётом 2-3. В октябре на «челленджере» в Ренне он выигрывает первый титул серии в одиночном разряде.

### 2008—2011 (два титула Большого шлема)

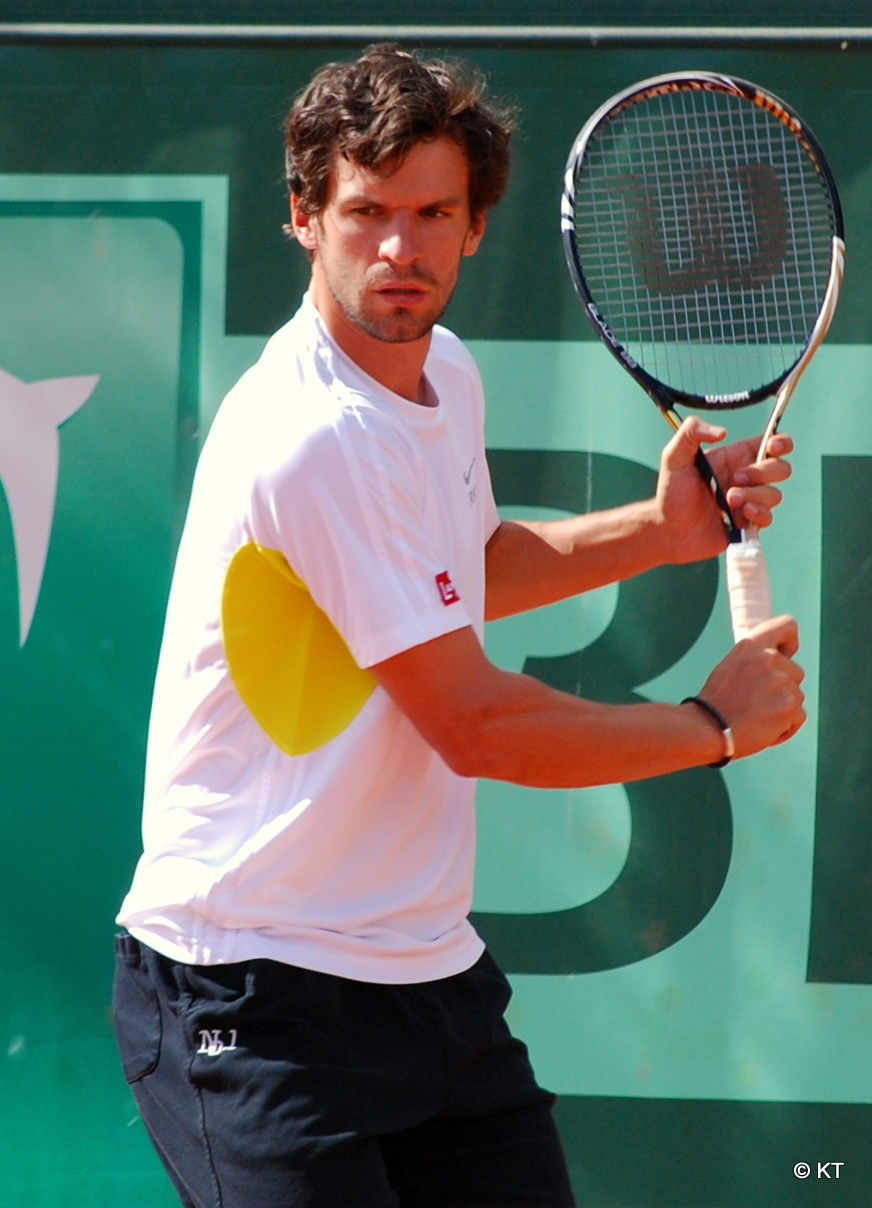
Пецшнер на Открытом чемпионате Франции 2011 года

В 2008 году Пецшнер через квалификацию вышел в основную сетку Уимблдонского турнира и добрался по итогу до второго раунда. В парном же разряде он сумел совместно с Александром Пейей доиграть до 1/4 финала. На Открытом чемпионате США уже в дуэте с Кристофером Касом он также добрался до четвертьфинала в парах. В сентябре на турнире в Бангкоке Пецщнер обыграл Марата Сафина и Мишу Зверева, пройдя в четвертьфинал. В октябре он выиграл свой первый и единственный турнир ATP в одиночном разряде. Произошло это на зальных соревнованиях в Вене. Пецшнер начал своё выступление с квалификации, а в первом раунде впервые в карьере победил теннисиста из топ-10. Филипп выбил с турнира Стэна Вавринку (№ 10 в мире на тот момент). Затем он обыграл Яна Герныха, Карлоса Мойю, Фелисиано Лопеса, а в финале со счётом 6-4, 6-4 обыграл Гаэля Монфиса. Благодаря этому успеху, Пецшнер дебютировал в топ-100 мирового одиночного рейтинга, поднявшись со 125-го на 72-е место.
В 2009 году Пецшнер сыграл в основной одиночной сетке на всех четырёх турнирах Большого шлема. Лучше всего он выступил на Уимблдонском турнире, пройдя в третий раунд. В июне на турнире в Халле в матче первого раунда немец сумел обыграть № 8 в мире Фернандо Вердаско. В сентябре он сыграл в четвертьфинале зального турнира в Меце и забирается на самую высокую для себя в карьере — 35-ю строчку одиночного рейтинга. В феврале 2010 года Филипп вышел в полуфинал турнира в Загребе. Также на этом турнире он смог взять парный титул в альянсе с австрийцем Юргеном Мельцером. В том же месяце Пецшнеру удалось выйти ещё раз в полуфинал на турнире в Мемфисе. Следующее появление Пецшнера в 1/2 в одиночках произошло в мае на грунтовом турнире в Мюнхене. В июне на траве в Халле 26-летний немецкий теннисист сыграл в полуфинале, проиграв там Роджеру Федереру. На Уимблдонском турнире Пецшнер второй год подряд выбрался в стадию третьего раунда, проиграв там в пятисетовом поединке лидеру мирового рейтинга Рафаэлю Надалю. Главного результата на Уимблдоне Пецшнер добился в мужском парном разряде, выиграв первый в карьере титул Большого шлема. В паре с австрийцем Юргеном Мельцером Пецшнер в финале обыграл Роберта Линдстедта из Швеции и Хорию Текэу из Румынии со счётом 6-1, 7-5, 7-5. Для Пецшнера это была всего лишь вторая победа на турнирах ATP и он стал первым немцем с 1996 года (после Бориса Беккера), победившим на Большом шлеме в мужском теннисе.
| Стадия  | Соперники (посев)                  | Рейтинг   | Счёт                   |
| 1 раунд | Ксавье Малисс Оливье Рохус         | 307 / 178 | 7-5 6-2 7-6(4)         |
| 2 раунд | Симон Аспелин Пол Хенли (10)       | 17 / 18   | 6-7(3) 6-2 6-3 6-4     |
| 3 раунд | Лу Яньсюнь Янко Типсаревич         | 114 / 124 | 6-4 6-2 6-4            |
| 1/4     | Рохан Бопанна Айсам-уль-Хак Куреши | 52 / 43   | 6-4 7-6(3) 6-2         |
| 1/2     | Уэсли Муди Дик Норман (7)          | 20 / 19   | 7-6(3) 6-3 3-6 5-7 6-3 |
| Финал   | Роберт Линдстедт Хория Текэу (16)  | 27 / 32   | 6-1 7-5 7-5            |

По итогу сезона 2010 года Мельцер и Пешнер приняли участие в Итоговом турнире года, где в своей группе выиграли один матч, а проиграли два, не сумев выйти в плей-офф.
На Открытом чемпионате Австралии 2011 года Мельцер и Пецшнер вышли в 1/4 финала в парном разряде. В феврале в Роттердаме их дуэт смог выиграть парный приз. В феврале Пецшнер вышел в четвертьфинал в одиночках на турнире в Дубае, а весной вышел в полуфинал на турнире в Мюнхене. В апреле он впервые поднялся в парном рейтинге в топ-10. В июне на турнире в Халле на траве Филипп дошёл до полуфинала, где обыграл № 7 в мире на тот момент Томаша Бердыха (7-6(7), 2-6, 6-3). В финале он проиграл соотечественнику Филиппу Кольшрайберу, не доиграв матч во втором сете. На Уимблдоне Мельцер и Пецшнер не смогли защитить прошлогодний титул, дойдя на этот раз до четвертьфинала. В июле их дуэт выиграл парный трофей грунтового турнира в Штутгарте. Главного достижения в сезоне Мельцер и Пецшнер добились на Открытом чемпионате США. Они добились второго в карьере совместного титула на Больших шлемах, разгромив в финале польскую пару Матковский и Фирстенберг.
| Стадия  | Соперники (посев)                        | Рейтинг  | Счёт           |
| 1 раунд | Сантьяго Гонсалес Джейми Маррей          | 37 / 41  | 6-3 6-0        |
| 2 раунд | Энди Рам Йонатан Эрлих                   | 38 / 46  | 7-6(2) 6-2     |
| 3 раунд | Сергей Стаховский Михаил Южный           | 44 / 53  | 7-6(3) 6-3     |
| 1/4     | Давид Марреро Андреас Сеппи              | 48 / 121 | 6-1 6-2        |
| 1/2     | Симоне Болелли Фабио Фоньини             | 80 / 65  | 6-4 6-7(3) 6-1 |
| Финал   | Марцин Матковский Мариуш Фирстенберг (6) | 13 / 13  | 6-2 6-2        |

На Итоговом турнире 2011 года в парном разряде Мельцер и Пецшнер, как и в предыдущем году, не смогли выйти из группы.

### 2012—2018

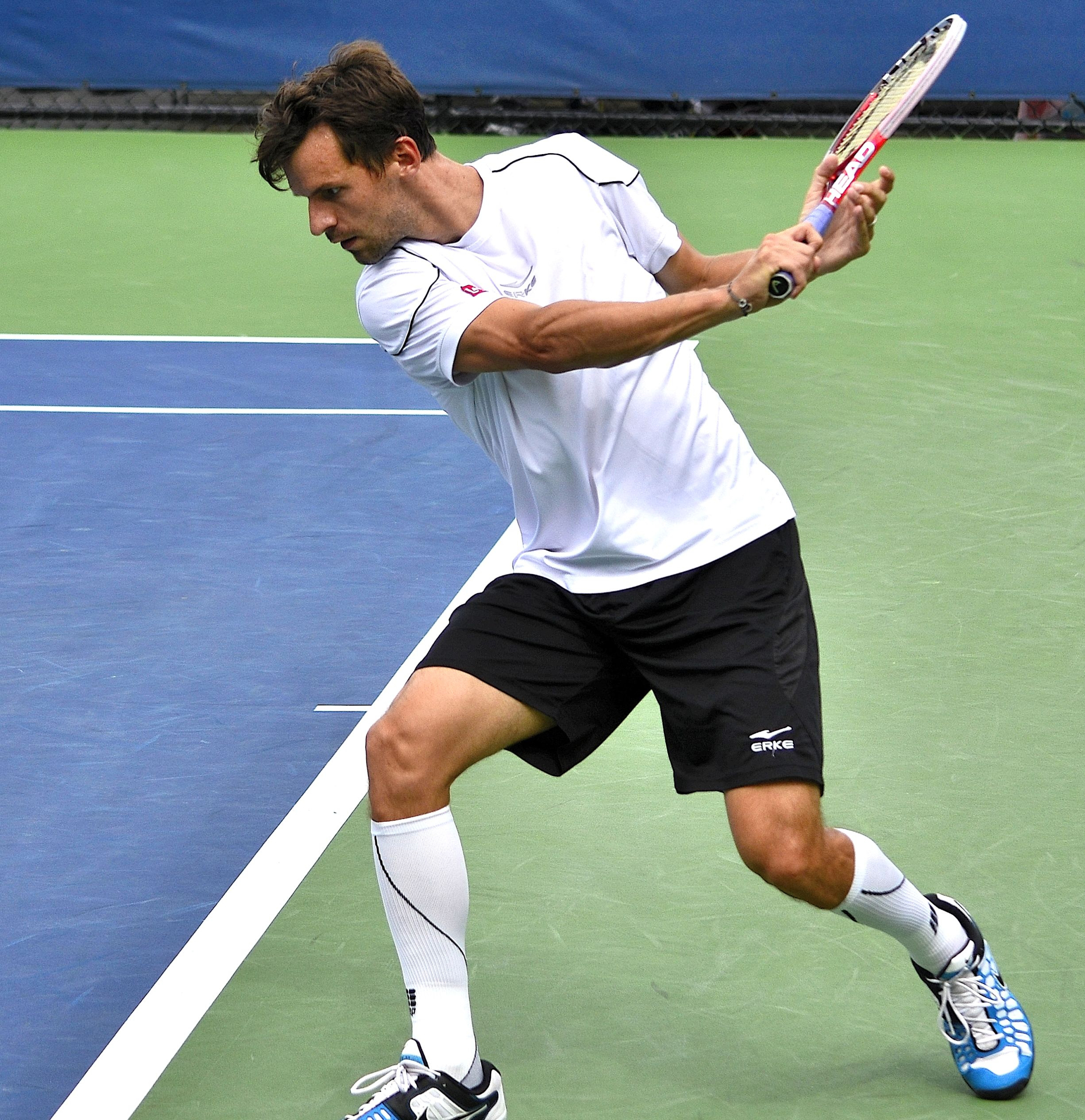
Пецшнер в квалификационном отборе на Открытый чемпионат США 2013 года

В июне 2012 года Пецшнер вышел в финал турнира в Хертогенбосе, ставшим для него третьим финалом на одиночных соревнованиях тура. В этом матче он проиграл испанцу Давиду Ферреру со счётом 3-6, 4-6. На Уимблдонском турнире, выступая в парах совместно с Мельцером, Филипп добрался до полуфинала. Летом он впервые выступил на летних Олимпийских играх, которые проходили в Лондоне. Пецшнер выступал во всех трёх разрядах и только в одиночном турнире преодолел первый раунд, однако уже во втором проиграл Янко Типсаревичу из Сербии.
В феврале 2013 года, начав с квалификации, Пецшнер смог дойти до 1/4 финала турнира в Загребе. В октябре 2014 года Пецшнер после трёхлетнего перерыва выиграл турнир ATP в парном разряде. Произошло это в Вене, где немецкий теннисист победил со своим постоянным партнёром Юргеном Мельцером. В июле 2015 года, сыграв в одной команде с Йонатаном Эрлихом, Пецшнер вышел в полуфинал Уимблдонского турнира в мужском парном разряде.
В июле 2017 года Пецшнер в партнёрстве с Юлианом Ноулом выигрывает парные соревнования турнира в Бостаде. В июне 2018 года уже в альянсе с соотечественником Тимом Пютцом взял парный трофей в Штутгарте. Сезон 2018 года стал последним в профессиональной карьере теннисиста.

## Рейтинг на конец года
| Год  | Одиночный рейтинг | Парный рейтинг |
| 2018 |                   | 84             |
| 2017 |                   | 71             |
| 2016 | 1 230             | 66             |
| 2015 | 749               | 50             |
| 2014 | 421               | 184            |
| 2013 | 206               | 158            |
| 2012 | 115               | 38             |
| 2011 | 63                | 10             |
| 2010 | 57                | 20             |
| 2009 | 80                | 55             |
| 2008 | 66                | 41             |
| 2007 | 185               | 138            |
| 2006 | 312               | 71             |
| 2005 | 301               | 110            |
| 2004 | 399               | 201            |
| 2003 | 367               | 228            |
| 2002 | 342               | 271            |
| 2001 | 757               | 780            |
| 2000 | 1 238             |                |

По данным официального сайта ATP на последнюю неделю года.

## Выступления на турнирах

### Финалы турниров ATP в одиночном разряде (3)

#### Победы (1)
| Титулы                                 |
| -------------------------------------- |
| Турниры Большого шлема (0+2*)          |
| Итоговый турнир ATP (0)                |
| Мастерс (0)                            |
| ATP International Gold / АТР 500 (1+1) |
| ATP International / АТР 250 (0+5)      |

| Титулы по покрытиям | Титулы по месту проведения матчей турнира |
| ------------------- | ----------------------------------------- |
| Хард (1+4*)         | Зал (1+3)                                 |
| Грунт (0+2)         | Зал (1+3)                                 |
| Трава (0+2)         | Открытый воздух (0+5)                     |
| Ковёр (0)           | Открытый воздух (0+5)                     |

* количество побед в одиночном разряде + количество побед в парном разряде.
| №  | Дата            | Турнир        | Покрытие | Соперник в финале | Счёт    |
| 1. | 12 октября 2008 | Вена, Австрия | Хард(i)  | Гаэль Монфис      | 6-4 6-4 |

#### Поражения (2)
| №  | Дата         | Турнир                  | Покрытие | Соперник в финале  | Счёт               |
| 1. | 12 июня 2011 | Халле, Германия         | Трава    | Филипп Кольшрайбер | 6-7(5) 0-2 — отказ |
| 2. | 23 июня 2012 | Хертогенбос, Нидерланды | Трава    | Давид Феррер       | 3-6 4-6            |

### Финалы челленджеров и фьючерсов в одиночном разряде (13)

#### Победы (5)
| Условные обозначения |
| Челленджеры (1+21*)  |
| Фьючерсы (4+15)      |

| Титулы по покрытиям | Титулы по месту проведения матчей турнира |
| ------------------- | ----------------------------------------- |
| Хард (3+17*)        | Зал (3+22)                                |
| Грунт (0+6)         | Зал (3+22)                                |
| Трава (0)           | Открытый воздух (2+14)                    |
| Ковёр (2+13)        | Открытый воздух (2+14)                    |

* количество побед в одиночном разряде + количество побед в парном разряде.
| №  | Дата             | Турнир                  | Покрытие | Соперник в финале | Счёт           |
| 1. | 30 сентября 2002 | Саншайн-Кост, Австралия | Хард     | Райан Генри       | 3-6 6-0 7-6(4) |
| 2. | 15 декабря 2002  | Острава, Чехия          | Хард(i)  | Симон Штадлер     | 6-3 6-3        |
| 3. | 10 октября 2004  | Бамберг, Германия       | Ковёр(i) | Евгений Королев   | 6-3 7-6(4)     |
| 4. | 2 апреля 2006    | Абу-Даби, ОАЭ           | Хард     | Ян Масик          | 7-6(4) 6-2     |
| 5. | 14 октября 2007  | Ренн, Франция           | Ковёр(i) | Жиль Мюллер       | 6-3 6-4        |

#### Поражения (8)
| №  | Дата            | Турнир                | Покрытие | Соперник в финале       | Счёт                |
| 1. | 4 ноября 2001   | Биль, Швейцария       | Хард(i)  | Штефан Боли             | 2-6 1-6             |
| 2. | 7 марта 2004    | Фару, Португалия      | Хард     | Гильермо Гарсия Лопес   | 3-6 2-6             |
| 3. | 5 февраля 2006  | Меттман, Германия     | Ковёр(i) | Миша Зверев             | 6-3 3-6 4-6         |
| 4. | 9 апреля 2006   | Дубай, ОАЭ            | Хард     | Виктор Троицки          | 4-6 0-6             |
| 5. | 12 ноября 2006  | Эккенталь, Германия   | Ковёр(i) | Эрнест Гулбис           | 3-6 0-6             |
| 6. | 12 ноября 2006  | Оберштауфен, Германия | Грунт    | Габриэль Трухильо Солер | 4-6 4-6             |
| 7. | 27 января 2008  | Хайльбронн, Германия  | Хард(i)  | Андрей Голубев          | 6-2 1-6 1-3 — отказ |
| 8. | 17 февраля 2008 | Белград, Сербия       | Ковёр(i) | Роко Каранушич          | 7-5 1-6 6-7(5)      |

### Финалы турниров Большого шлема в парном разряде (2)

#### Победы (2)
| №  | Год  | Турнир                 | Покрытие | Партнёр       | Соперники в финале                   | Счёт        |
| 1. | 2010 | Уимблдон               | Трава    | Юрген Мельцер | Роберт Линдстедт Хория Текэу         | 6-1 7-5 7-5 |
| 2. | 2011 | Открытый чемпионат США | Хард     | Юрген Мельцер | Мариуш Фирстенберг Марцин Матковский | 6-2 6-2     |

### Финалы турнировATPв парном разряде (15)

#### Победы (8)
| №  | Дата             | Турнир                 | Покрытие | Партнёр       | Соперники в финале                   | Счёт              |
| 1. | 7 февраля 2010   | Загреб, Хорватия       | Хард(i)  | Юрген Мельцер | Арно Клеман Оливье Рохус             | 3-6 6-3 [10-8]    |
| 2. | 3 июля 2010      | Уимблдон               | Трава    | Юрген Мельцер | Роберт Линдстедт Хория Текэу         | 6-1 7-5 7-5       |
| 3. | 13 февраля 2011  | Роттердам, Нидерланды  | Хард(i)  | Юрген Мельцер | Ненад Зимонич Микаэль Льодра         | 6-4 3-6 [10-5]    |
| 4. | 18 июля 2011     | Штутгарт, Германия     | Грунт    | Юрген Мельцер | Марсель Гранольерс Марк Лопес        | 6-3 6-4           |
| 5  | 10 сентября 2011 | Открытый чемпионат США | Хард     | Юрген Мельцер | Мариуш Фирстенберг Марцин Матковский | 6-2 6-2           |
| 6. | 19 октября 2014  | Вена, Австрия          | Хард(i)  | Юрген Мельцер | Андре Бегеман Юлиан Ноул             | 7-6(6) 4-6 [10-7] |
| 7. | 23 июля 2017     | Бостад, Швеция         | Грунт    | Юлиан Ноул    | Сандер Арендс Матве Мидделкоп        | 6-2 3-6 [10-7]    |
| 8. | 17 июня 2018     | Штутгарт, Германия     | Трава    | Тим Пютц      | Роберт Линдстедт Марцин Матковский   | 7-6(5) 6-3        |

#### Поражения (7)
| №  | Дата            | Турнир                | Покрытие | Партнёр        | Соперники в финале                 | Счёт          |
| 1. | 12 октября 2008 | Вена, Австрия         | Хард(i)  | Александр Пейя | Максим Мирный Энди Рам             | 1-6 5-7       |
| 2. | 18 июля 2010    | Штутгарт, Германия    | Грунт    | Кристофер Кас  | Карлос Берлок Эдуардо Шванк        | 6-7(5) 6-7(6) |
| 3. | 8 января 2012   | Брисбен, Австралия    | Хард     | Юрген Мельцер  | Максим Мирный Даниэль Нестор       | 1-6 2-6       |
| 4. | 8 января 2016   | Доха, Катар           | Хард     | Александр Пейя | Марк Лопес Фелисиано Лопес         | 4-6 3-6       |
| 5. | 14 февраля 2016 | Роттердам, Нидерланды | Хард(i)  | Александр Пейя | Николя Маю Вашек Поспишил          | 6-7(2) 4-6    |
| 6. | 27 февраля 2016 | Акапулько, Мексика    | Хард     | Александр Пейя | Максим Мирный Трет Конрад Хьюи     | 6-7(5) 3-6    |
| 7. | 30 апреля 2017  | Барселона, Испания    | Грунт    | Александр Пейя | Айсам-уль-Хак Куреши Флорин Мерджа | 4-6 3-6       |

### Финалы челленджеров и фьючерсов в парном разряде (57)

#### Победы (36)
| №   | Дата            | Турнир                    | Покрытие | Партнёр          | Соперники в финале                 | Счёт              |
| 1.  | 22 апреля 2001  | Рим, Италия               | Грунт    | Симон Штадлер    | Омар Кампорезе Потито Стараче      | 6-6 — отказ       |
| 2.  | 11 ноября 2001  | Виль, Швейцария           | Ковёр(i) | Штефан Боли      | Павел Риха Ян Риха                 | 7-6(4) 3-6 6-3    |
| 3.  | 28 апреля 2002  | Мюнхен, Германия          | Грунт    | Себастьян Йегер  | Лаури Киски Янне Ойала             | 6-1 7-6(8)        |
| 4.  | 6 октября 2002  | Саншайн-Кост, Австралия   | Хард     | Симон Штадлер    | Джей Гудинг Джозеф Сирианни        | 7-6(6) 6-2        |
| 5.  | 8 декабря 2002  | Острава, Чехия            | Хард(i)  | Симон Штадлер    | Томаш Бердых Лукаш Длоуги          | 6-3 6-1           |
| 6.  | 19 января 2003  | Биберах-на-Рисе, Германия | Хард(i)  | Даниэль Элснер   | Альберто Брицци Михаэль Рюдерстедт | 6-4 6-4           |
| 7.  | 24 января 2004  | Доха, Катар               | Хард     | Ларс Ибель       | Карим Мамун Мохамед Мамун          | 4-6 6-3 6-4       |
| 8.  | 7 марта 2004    | Фару, Португалия          | Хард     | Кристофер Кас    | Борис Боргула Роман Кукал          | 3-6 6-1 6-4       |
| 9.  | 9 мая 2004      | Вальденго, Италия         | Грунт    | Кристофер Кас    | Джузеппе Менга Массимо Очера       | 6-3 6-1           |
| 10. | 22 августа 2004 | Мёнхенгладбах, Германия   | Грунт    | Кристофер Кас    | Карстен Браш Франц Штаудер         | 3-6 6-2 7-6(4)    |
| 11. | 24 октября 2004 | Бамберг, Германия         | Ковёр(i) | Кристофер Кас    | Том Деннхардт Филипп Маркс         | 6-0 6-4           |
| 12. | 31 октября 2004 | Бамберг, Германия         | Ковёр(i) | Кристофер Кас    | Бенедикт Дорш Евгений Королев      | 7-6(8) 6-3        |
| 13. | 21 ноября 2004  | Эккенталь, Германия       | Ковёр(i) | Кристофер Кас    | Даниэле Браччали Петр Лукса        | 6-4 7-6(5)        |
| 14. | 9 января 2005   | Нуслох, Германия          | Ковёр(i) | Ларс Ибель       | Франк Винтермантель Давид Клир     | 6-4 6-7(4) 7-5    |
| 15. | 16 января 2005  | Штутгарт, Германия        | Хард(i)  | Ларс Ибель       | Комлави Логло Николя Турт          | 6-4 7-6(6)        |
| 16. | 6 февраля 2005  | Вольфсбург, Германия      | Ковёр(i) | Александр Пейя   | Ловро Зовко Айсам-уль-Хак Куреши   | 6-2 6-4           |
| 17. | 22 мая 2005     | Дрезден, Германия         | Грунт    | Кристофер Кас    | Барт Бекс Мартейн ван Хастерен     | 6-7(2) 6-2 6-4    |
| 18. | 9 октября 2005  | Монс, Бельгия             | Хард(i)  | Кристофер Кас    | Том Ванхудт Томаш Цибулец          | 7-6(4) 6-2        |
| 19. | 13 ноября 2005  | Эккенталь, Германия       | Ковёр(i) | Кристофер Кас    | Торстен Попп Яспер Смит            | 6-3 7-5           |
| 20. | 29 января 2006  | Хайльбронн, Германия      | Ковёр(i) | Кристофер Кас    | Лукаш Длоуги Давид Шкох            | 6-7(2) 6-3 [10-4] |
| 21. | 5 февраля 2006  | Меттман, Германия         | Ковёр(i) | Филип Столт      | Флорин Мерджа Габриэль Морару      | 6-3 6-3           |
| 22. | 26 февраля 2006 | Безансон, Франция         | Хард(i)  | Кристофер Кас    | Ловро Зовко Жан-Клод Шеррер        | 6-2 6-2           |
| 23. | 2 апреля 2006   | Абу-Даби, ОАЭ             | Хард     | Марко Кьюдинелли | Миша Зверев Виктор Троицки         | 7-5 6-2           |
| 24. | 22 апреля 2006  | Кардифф, Великобритания   | Хард(i)  | Александр Пейя   | Филип Прпич Бьорн Ренквист         | 4-6 6-3 [10-7]    |
| 25. | 9 сентября 2007 | Донецк, Украина           | Хард     | Симон Штадлер    | Патрик Брайауд Николас Монро       | 3-6 7-5 [10-6]    |
| 26. | 14 октября 2007 | Ренн, Франция             | Ковёр(i) | Бьорн Фау        | Игорь Зеленай Филип Полашек        | 6-2 6-2           |
| 27. | 4 ноября 2007   | Ахен, Германия            | Ковёр(i) | Александр Пейя   | Миша Зверев Доминик Мефферт        | 6-3 6-2           |
| 28. | 11 ноября 2007  | Эккенталь, Германия       | Ковёр(i) | Александр Пейя   | Ларс Ибель Филипп Маркс            | 6-3 6-4           |
| 29. | 24 февраля 2008 | Безансон, Франция         | Хард(i)  | Александр Пейя   | Ив Аллегро Хория Текэу             | 6-3 6-1           |
| 30. | 2 мая 2009      | Тенерифе, Испания         | Хард     | Александр Пейя   | Джошуа Гудолл Джеймс Окленд        | 6-2 3-6 [10-4]    |
| 31. | 17 марта 2013   | Даллас, США               | Хард     | Юрген Мельцер    | Эрик Буторак Доминик Инглот        | 6-3 6-1           |
| 32. | 22 февраля 2015 | Вроцлав, Польша           | Хард(i)  | Тим Пютц         | Фрэнк Данцевич Андрей Капаш        | 7-6(4) 6-3        |
| 33. | 11 октября 2015 | Монс, Бельгия             | Хард(i)  | Рубен Бемельманс | Рамиз Джунейд Игорь Зеленай        | 6-3 6-1           |
| 34. | 8 ноября 2015   | Эккенталь, Германия       | Ковёр(i) | Рубен Бемельманс | Кен Скупски Нил Скупски            | 7-5 6-2           |
| 35. | 18 марта 2018   | Ирвинг, США               | Хард     | Александр Пейя   | Раду Албот Мэттью Эбден            | 6-2 6-4           |
| 36. | 12 мая 2018     | Экс-ан-Прованс, Франция   | Грунт    | Тим Пютц         | Гидо Андреосси Кенни де Схеппер    | 6-7(3) 6-2 [10-8] |

#### Поражения (21)
| №   | Дата             | Турнир                     | Покрытие | Партнёр                 | Соперники в финале                  | Счёт               |
| 1.  | 10 ноября 2002   | Эккенталь, Германия        | Ковёр(i) | Симон Штадлер           | Ив Аллегро Ловро Зовко              | 6-4 6-7(0) 4-6     |
| 2.  | 26 января 2003   | Мюнхен, Германия           | Ковёр(i) | Даниэль Элснер          | Игорь Зеленай Михал Мертиняк        | 6-4 6-7(18) 6-7(5) |
| 3.  | 1 июня 2003      | Фризенхайм, Германия       | Грунт    | Алёша Трон              | Даниэль Андерссон Стефан Вотерс     | 6-4 2-6 2-6        |
| 4.  | 24 августа 2003  | Женева, Швейцария          | Грунт    | Эмилио Бенфеле Альварес | Алекс Лопес-Морон Андрес Шнейтер    | 4-6 7-5 6-7(7)     |
| 5.  | 7 сентября 2003  | Ашаффенбург, Германия      | Грунт    | Ян-Фроде Андерсен       | Карстен Браш Франц Штаудер          | 4-6 5-7            |
| 6.  | 27 февраля 2005  | Любек, Германия            | Ковёр(i) | Ларс Ибель              | Павел Шнобель Мартин Штепанек       | 6-7(5) 7-5 5-7     |
| 7.  | 17 июля 2005     | Римини, Италия             | Грунт    | Кристофер Кас           | Давид Шкох Мартин Штепанек          | 3-6 7-6(1) 1-6     |
| 8.  | 17 сентября 2005 | Будапешт, Венгрия          | Грунт    | Ларс Ибель              | Леонардо Адзаро Серхио Ройтман      | 3-6 7-5 3-6        |
| 9.  | 20 ноября 2005   | Хельсинки, Финляндия       | Хард(i)  | Кристофер Кас           | Ив Аллегро Михаэль Кольманн         | 6-4 1-6 4-6        |
| 10. | 27 ноября 2005   | Сандерленд, Великобритания | Хард(i)  | Кристофер Кас           | Франк Мозер Себастьян Ришик         | 4-6 7-6(3) 4-6     |
| 11. | 12 февраля 2006  | Бергамо, Италия            | Хард(i)  | Кристофер Кас           | Даниэле Браччали Джорджо Галимберти | 5-7 6-0 [11-13]    |
| 12. | 14 мая 2006      | Дрезден, Германия          | Грунт    | Кристофер Кас           | Ив Аллегро Михал Мертиняк           | 3-6 0-6            |
| 13. | 29 июня 2007     | Трир, Германия             | Грунт    | Бенжамин Эбрагимзаде    | Андреас Бек Марсель Циммерманн      | Без игры           |
| 14. | 7 октября 2007   | Монс, Бельгия              | Хард(i)  | Александр Пейя          | Томаш Беднарек Филип Полашек        | 2-6 7-5 [8-10]     |
| 15. | 21 октября 2007  | Коллинг, Дания             | Хард(i)  | Александр Пейя          | Фредерик Нильсен Расмус Норби       | 6-4 3-6 [8-10]     |
| 16. | 9 ноября 2008    | Братислава, Словакия       | Хард(i)  | Александр Пейя          | Лукаш Кубот Франтишек Чермак        | 4-6 4-6            |
| 17. | 1 февраля 2009   | Хайльбронн, Германия       | Хард(i)  | Бенедикт Дорш           | Кароль Бек Ярослав Левинский        | 3-6 2-6            |
| 18. | 13 ноября 2011   | Ортизеи, Италия            | Ковёр    | Александр Васке         | Дастин Браун Ловро Зовко            | 4-6 6-7(4)         |
| 19. | 2 ноября 2014    | Эккенталь, Германия        | Ковёр(i) | Андреас Бек             | Рубен Бемельманс Нильс Десейн       | 3-6 6-4 [8-10]     |
| 20. | 16 ноября 2014   | Хельсинки, Финляндия       | Хард(i)  | Джонатан Маррей         | Хенри Континен Яркко Ниеминен       | 6-7(2) 4-6         |
| 21. | 22 марта 2015    | Ирвинг, США                | Хард     | Беньямин Беккер         | Роберт Линдстедт Сергей Стаховский  | 4-6 4-6            |

### Финалы командных турниров (1)

#### Победы (1)
| №  | Год  | Турнир               | Команда                                                 | Соперник в финале                              | Счёт |
| 1. | 2011 | Командный Кубок мира | Германия · Ф. Кольшрайбер, Ф. Майер, Ф. Пецшнер, К. Кас | Аргентина · М. Гонсалес, Х. Монако, Х. И. Чела | 2-1  |

## История выступлений на турнирах
| Турнир                       | 2006          | 2007          | 2008  | 2009          | 2010          | 2011          | 2012  | 2013          | 2014          | 2015          | 2016  | 2017          | 2018          | Итог   | В/П за карьеру |
| ---------------------------- | ------------- | ------------- | ----- | ------------- | ------------- | ------------- | ----- | ------------- | ------------- | ------------- | ----- | ------------- | ------------- | ------ | -------------- |
| Турниры Большого шлема       |               |               |       |               |               |               |       |               |               |               |       |               |               |        |                |
| Открытый чемпионат Австралии | -             | 1Р            | -     | 2Р            | 3Р            | 1/4           | 3Р    | -             | -             | -             | 1Р    | 1Р            | -             | 0 / 7  | 8-7            |
| Открытый чемпионат Франции   | 1Р            | -             | -     | 1Р            | 1Р            | 1Р            | 3Р    | 1Р            | -             | -             | -     | 1Р            | 1Р            | 0 / 8  | 2-8            |
| Уимблдонский турнир          | 2Р            | -             | 1/4   | 2Р            | П             | 1/4           | 1/2   | -             | -             | 1/2           | -     | 2Р            | 3Р            | 1 / 9  | 25-8           |
| Открытый чемпионат США       | 2Р            | -             | 1/4   | 1Р            | 1Р            | П             | 2Р    | 1Р            | -             | 1Р            | -     | -             | 2Р            | 1 / 9  | 12-8           |
| Итог                         | 0 / 3         | 0 / 1         | 0 / 2 | 0 / 4         | 1 / 4         | 1 / 4         | 0 / 4 | 0 / 2         | 0 / 0         | 0 / 2         | 0 / 1 | 0 / 3         | 0 / 3         | 2 / 33 |                |
| В/П в сезоне                 | 2-3           | 0-1           | 6-2   | 2-4           | 8-3           | 12-3          | 9-4   | 0-2           | 0-0           | 4-2           | 0-1   | 1-3           | 3-3           |        | 47-31          |
| Олимпийские игры             |               |               |       |               |               |               |       |               |               |               |       |               |               |        |                |
| Летняя олимпиада             | Не проводился | Не проводился | -     | Не проводился | Не проводился | Не проводился | 1Р    | Не проводился | Не проводился | Не проводился | -     | Не проводился | Не проводился | 0 / 1  | 0-1            |
| Итоговый турнир              |               |               |       |               |               |               |       |               |               |               |       |               |               |        |                |
| Итоговый турнир ATP          | -             | -             | -     | -             | Группа        | Группа        | -     | -             | -             | -             | -     | -             | -             | 0 / 2  | 2-4            |